# Ferdinand Marius Albarda
Ferdinand Marius Albarda (Leeuwarden, 12 januari 1870 - Zeist, 12 juli 1945) was een Nederlandse burgemeester.
Albarda was een zoon van notaris Horatius Albarda (1828-1904) en Trijntje Bouwina Homan (1830-1890). Hij werd op zijn achtentwintigste burgemeester en diende achtereenvolgens in Usquert, Ten Boer en Zuidlaren. In 1906 trouwde hij in Haarlem met Catharina Maria Sara van Waning (1878-1938), dochter van oud-marineofficier Willem Johannes Philippus van Waning.